# Н-Бутиллитий
н-Бутиллитий (BuLi) — химическое соединение с формулой C4H9Li. Металлоорганическое соединение, производное н-бутана, в котором атом водорода одной из метильных групп замещен на литий. В чистом виде — бесцветная вязкая жидкость. Широко используется в химической практике в виде растворов различной концентрации в алканах (гексане, пентане), в которых он существует в виде олигомеров.

## Получение
Обычным методом получения н-бутиллития является взаимодействие бутилбромида или бутилхлорида с металлическим литием.
{\displaystyle {\mathsf {2Li+C_{4}H_{9}X\rightarrow C_{4}H_{9}Li+LiX,\ \ X=Cl,\ Br}}}
Литий, используемый в этой реакции, как правило, содержит 1-3 % натрия.

## Применение
Широко используется для литирования (введения атома лития) органических соединений в органическом синтезе, что возможно благодаря очень низкой кислотности бутана. По химическим реакциям с полярными группами напоминает реактивы Гриньяра.